# 臺東觀光夜市

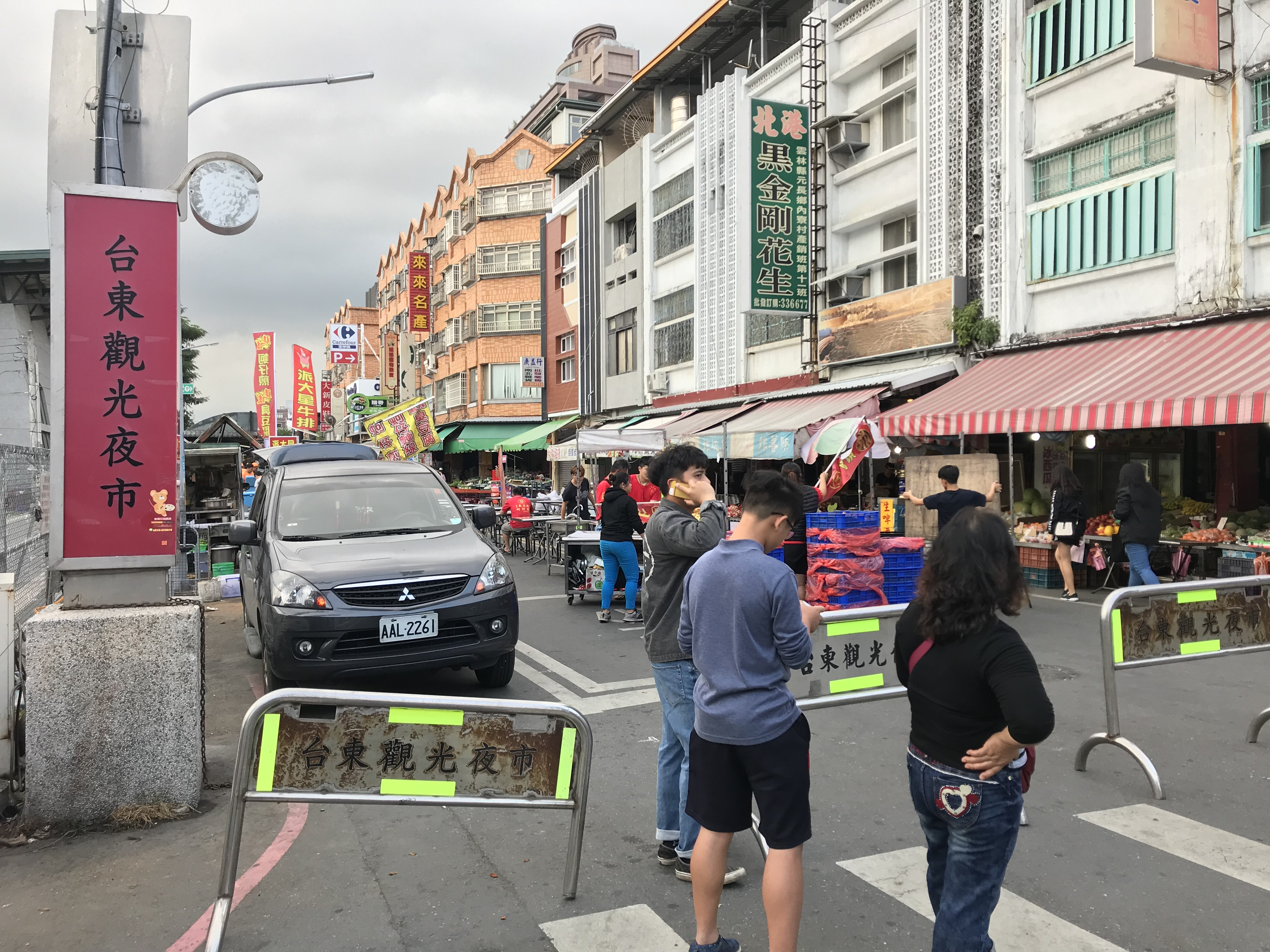
臺東觀光夜市中山路端入口。

臺東觀光夜市位於臺灣臺東縣臺東市，由臺東縣政府輔導成立，也是該縣境內第一座由政府主導設立的夜市。因坐落於正氣路上，加上臺東市另有每週日營業的四維路夜市因此又稱為正氣路夜市。臺東觀光夜市每週四至週六晚間五時營業至晚間十一時，平常未營業時則作為水果攤販集中區。

## 沿革

### 設立背景
臺東市正氣路鄰近中央市場（臺東市第一公有零售市場）一帶為水果攤販集中區，為整頓該區域雜亂的攤販區，臺東縣政府於2005年底開始進行改造計畫，首先編列新臺幣950萬元進行攤販區的改建工程，2007年再編列200萬元興建露天停車場，以及10萬元興建流動廁所，隔年再度編列400萬元進行後續改造計畫。
然而正氣路水果街改造計畫實際成效不彰，不僅停車場使用率低，流動廁所設置位置也不容易讓人找到，再者新建完工的水果街攤販區，仍有多個攤位並未有攤販進駐而呈現低迷狀態。

### 夜市籌備
臺東市區早期僅有每週日晚間營業的四維路夜市，使得部分來訪之遊客認為臺東地區夜晚僅有知本溫泉等景點能夠遊歷，其餘地方夜晚則相對蕭條許多，有鑑於此臺東縣政府計畫將正氣路水果街轉型為觀光夜市來經營，逐於2010年4月由時任臺東縣縣長黃健庭宣布將推動臺東縣20項重大縣政計畫，其中便包含正氣路水果街轉型觀光夜市之計畫。
臺東觀光夜市計畫正式啟動後，臺東縣政府將該計畫定名為「臺東市商業區夜間商圈活化計畫」，預計將正氣路與中山路十字路口到正氣路與博愛路十字路口之間的水果街約250公尺的路段設置為觀光夜市的營運區，並計畫開設135個攤位販售臺東當地各項小吃與夜市美食為主。其中50處攤位由臺東縣商業發展協會、攤販協會及攤販工會聯合推薦營業狀況良好之傳統攤商、74攤透過抽籤分配、因配合夜市計畫拆遷戶保留4攤，以及縣政府農業處與原民處等單位推薦攤保留7處。
臺東縣政府為輔導觀光夜市的成立，除了在正氣路路面增設水電設備與汙水引流管道外，也召集轄下各局處組成評鑑小組計畫在夜市營運初期進行攤位的硬體設備、商品陳列、販售商品項目、廣告行銷，以及攤販環境衛生等項目作分析與診斷，後續也規劃在正氣路攤販間成立觀光夜市管理委員會。

### 夜市成立
2010年7月16日起臺東觀光夜市開始為期4天的試營運作業，總計試賣時間為10月16日至17日以及10月23日至24日。期間為增加觀光夜市的特色，縣長黃健庭持續對外招募攤商加入，甚至還有要求延長觀光夜市路段的要求。2010年7月30日臺東觀光夜市正式開幕，營運時間為每週三、週五，以及週六等三天的晚間五時三十分至十一時。當晚臺東縣政府也特地於中山路與正氣路口舉辦臺東觀光夜市開幕記者會與晚會活動。
2010年10月14日臺東觀光夜市調整營業時間為每週四至週六三天晚間五時營業至晚間十一時，並且臺東縣政府輔導臺東觀光夜市管理委員會正式成立，在此之後觀光夜市轉交由自治委員會負責管理營運。11月25日臺東縣政府評鑑作業展開，以求達到提昇觀光夜市品質之效果。
2011年3月19日臺東觀光夜市經過半年正式營運後，正氣路靠中山路側的夜市攤販趨於穩定，不過正氣路靠博愛路側則有攤販生意不佳的狀況，加上觀光夜市進入秋冬季開始出現營運疲軟的現象，對此臺東縣政府除了自當日起至4月20日再度對外招募攤商外，也計畫街頭藝人表演活動與伴手禮美食活動等拉抬觀光夜市的人氣。
2018年4月入口網站蕃薯藤針對臺灣各處景點問題進行一系列報導，並於網路上舉辦最爛夜市票選活動，總票數1,248票的活動中臺東觀光夜市以57票名列臺灣十大最爛夜市第七名。
2018年7月因應行動支付成為國際趨勢與中國大陸遊客來臺旅遊，臺東縣政府與觀光夜市攤商、臺東中小企業協會，以及玉山銀行等合作，總計有136家攤商及業者等啟用支付寶服務，以省去攜帶現金的不便。
2019年4月臺東觀光夜市原本攤販都未依相關法規向主管機關臺東縣政府申請擺設，後續透過縣政府輔導申請，通過食品安全、環境衛生等審核，成為臺東縣第1座獲得攤販臨時集中區申請核定的觀光夜市許可案，臺東縣縣長饒慶鈴特此頒發許可證書給觀光夜市促進會理事長林明志。
臺東市正氣路觀光夜市，2025年4月16日開始封路整修，同年7月11日正式回歸營運。

## 圖集

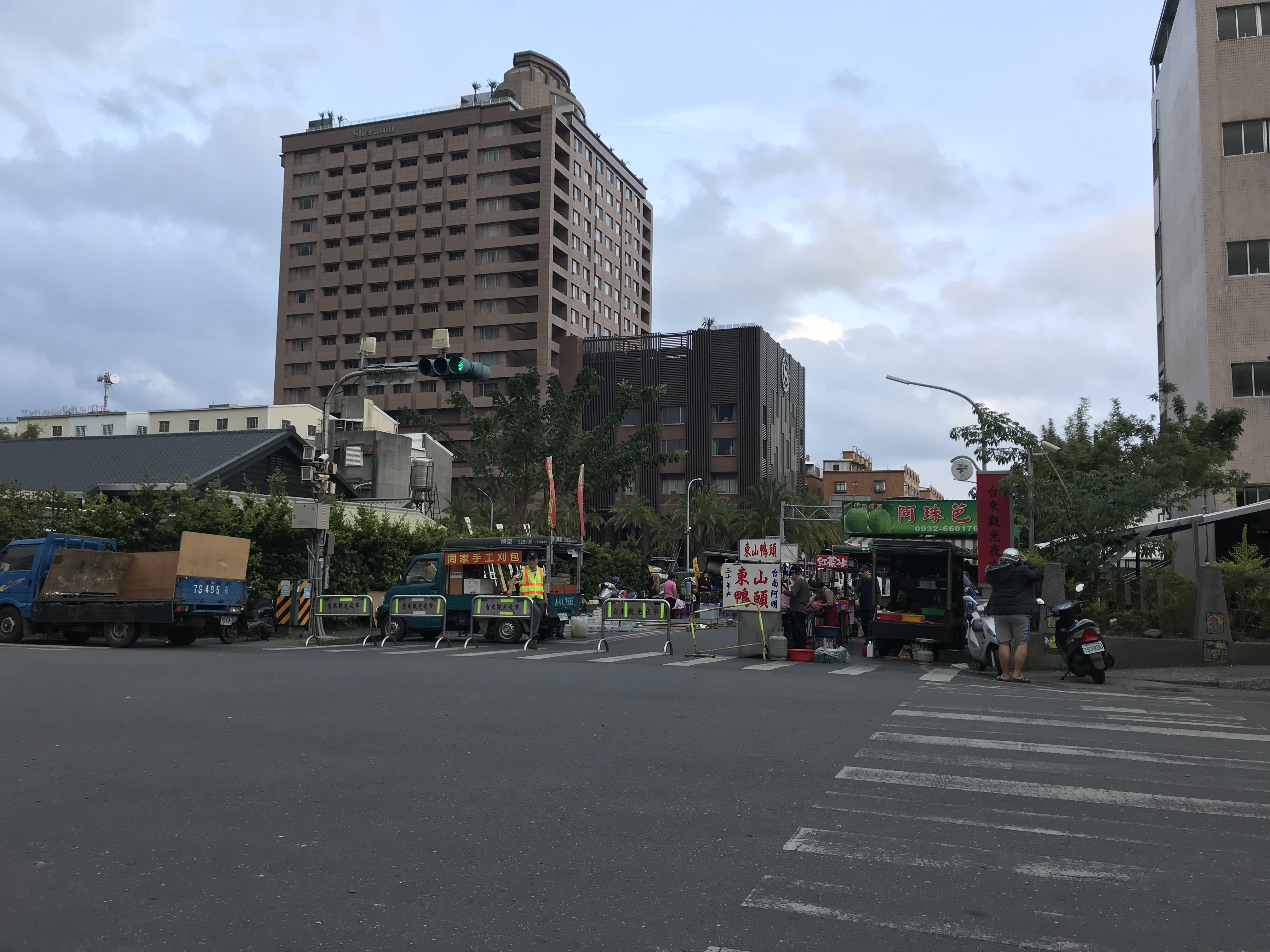
臺東觀光夜市博愛路端入口。
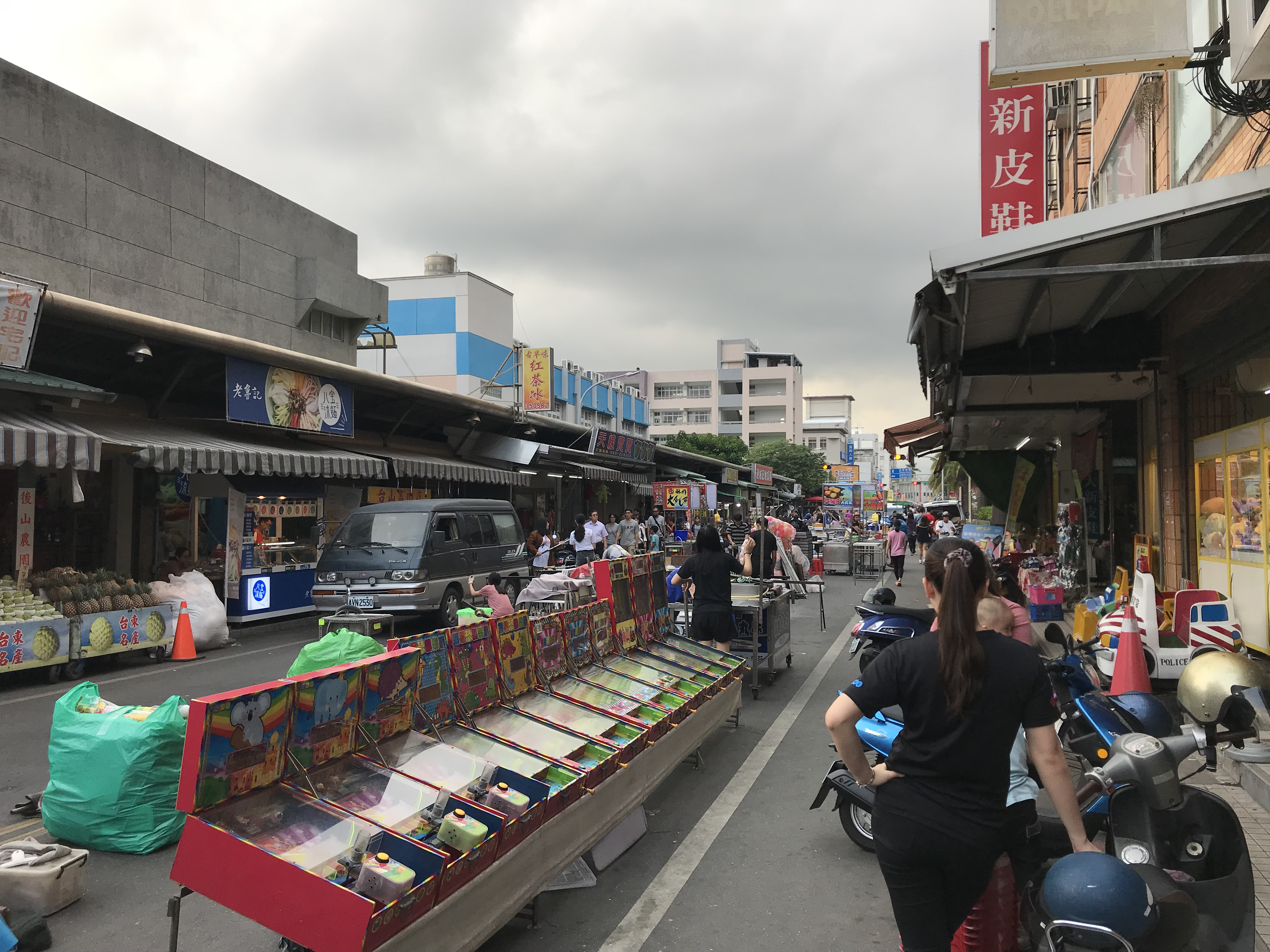
傍晚即將擺攤營業的臺東觀光夜市攤販區。
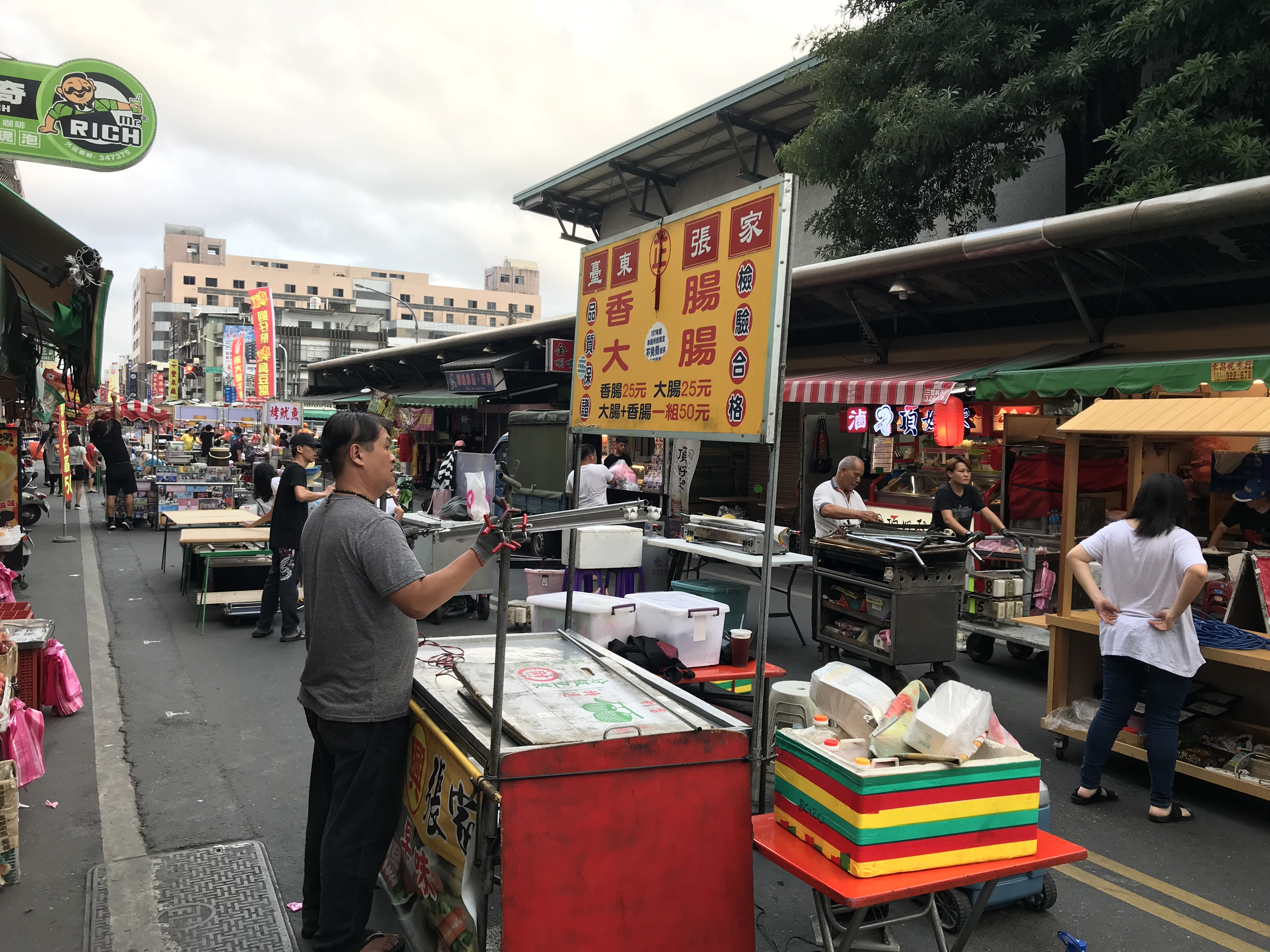
傍晚即將擺攤營業的臺東觀光夜市攤販區。

## 交通資訊
- 東台灣客運
  - 8172、8163 新生路口站[11]。

- 興東客運
  - 8116 中央市場站[11]。

## 資料來源
1. 1 2  張存薇. . 大紀元. 2010-05-25  [2019-01-30]. （原始内容存档于2019-04-20） （中文（臺灣））.
2. 1 2 3  . 臺東縣政府. 2018-10-08  [2019-01-30]. （原始内容存档于2019-04-20） （中文（臺灣））.
3. ↑  張存薇. . 自由時報. 2010-04-24  [2019-01-30]. （原始内容存档于2019-04-20） （中文（臺灣））.
4. 1 2 3  王以石. . 國立臺東大學. 2013-05  [2019-01-30]. （原始内容存档于2010-08-16） （中文（臺灣））.
5. 1 2  . 美美網旅行社有限公司. 2010-07-28  [2019-01-30]. （原始内容存档于2010-08-16） （中文（臺灣））.
6. 1 2 3 4  黃明堂. . 自由時報. 2010-07-27  [2019-01-30]. （原始内容存档于2019-04-20） （中文（臺灣））.
7. ↑  張存薇. . 自由時報. 2011-03-29  [2019-01-30]. （原始内容存档于2019-04-20） （中文（臺灣））.
8. ↑  魏妤庭. . 聯合新聞網. 2018-04-30  [2019-01-30]. （原始内容存档于2019-04-20） （中文（臺灣））.
9. ↑  . TVBS. 2018-07-17  [2019-01-30]. （原始内容存档于2019-04-20） （中文（臺灣））.
10. ↑  張存薇. . 自由時報. 2019-04-12  [2019-04-20]. （原始内容存档于2019-04-20） （中文（臺灣））.
11. 1 2  . 臺東製造. 2018-03-07  [2019-01-30]. （原始内容存档于2018-08-12） （中文（臺灣））.